# 온타리오선
온타리오선은 캐나다 온타리오주 토론토에 지어지고 있는 도시 철도 노선이다. 이 노선의 북부 종점은 에글린턴 애비뉴와 돈밀스 로드에 있는 사이언스 센터역으로, 5호선 에글린턴과의 환승역이다. 남부 종점은 GO 트랜싯의 레이크쇼어 웨스트선 통근열차 정차역인 엑시비션역이다. 온타리오선은 2019년 4월 10일 온타리오주 정부가 발표했으며, 2022년 11월 기준 길이 15.6km의 이 노선은 총 170억 달러에서 190억 달러가 들어갈 것으로 보이며, 2031년에 완공을 앞두고 있다. 온타리오선은 2022년 3월 27일에 착공식과 함께 공사가 시작되었다. 온타리오선이 개통하면 2023년 여름에 문을 닫은 3호선 스카버러의 노선 번호를 이어받아 토론토 지하철의 새로운 3호선이 된다.

## 역사

### 초기 역사
토론토에 있어서 남북을 잇는 주요 도로가 영 스트리트라면 20세기 초반까지만 해도 동서를 잇는 주요 도로는 퀸 스트리트였다. 퀸 스트리트를 따라 지하철을 짓는 계획은 1910년대부터 존재하였으며, 이 계획은 1940년대 말과 50년대 초반에 영 지하철 다음으로 가장 중요한 지하철 계획으로 여겨졌다. 하지만 1950년대 중반과 후반에 들어서서는 토론토 교통국이 블루어가와 댄포스 애비뉴를 따라 교통량이 더욱 늘어나고 있다는 점을 들어 퀸 대신에 블루어와 댄포스를 따라 지하철을 지을 것을 제안하였다.
지하철을 어디에 짓느냐에 대한 일련의 논쟁 끝에, 블루어 지하철은 원안대로 지어졌고 퀸 스트리트 지하철은 토론토가 통합시로 재편되면서 도시 권력의 중심이 퀸 스트리트에서 블루어 스트리트로 교외에 한발 더 가까워진 관계로 실현되지 못했다. 스파다이나 지하철을 계획할 당시 퀸 지하철도 1980년 개통을 목표로 우선순위에 들어가있었지만 그 뒤로 별다른 소식은 없었다.

### 네트워크 2011
1980년 이후, 토론토 지하철 화두는 블루어-댄포스선의 페이프역을 유니언역까지 잇는 것이었다. 다운타운 릴리프선 (Downtown Relief Line, DRT)은 1980년대 초반 온타리오주에서 발표한 대중교통 계획안인 '네트워크 2011' (Network 2011)의 일환으로 발표된 세 개의 지하철 노선 중 하나였다. 셰퍼드선 및 에글린턴 웨스트선과 더불어, 다운타운 릴리프선은 블루어-영역을 중심으로 포화 상태에 다다른 영 지하철을 대신할 우회 노선으로 제안하였다. 이 당시 블루어-영역의 승객 수는 설계 한도를 이미 초과하였다.
네트워크 2011 계획안은 1984년부터 2014년까지 건설할 지하철 노선의 청사진으로써 토론토 통합시의 당시 정치적 상황을 적극 반영해서 만든 계획안이였다. 두 단계로 이루어진 토론토 통합시는 기존 토론토시와 이를 둘러싸고 있는 이토비코, 요크, 이스트요크, 스카버러, 노스요크 등 다섯 개의 교외 지자체로 이루어졌으며, 토론토 구도심 뿐만 아니라 교외 지역에도 지하철이 균등하게 모든 지역으로 이어지도록 했으며, 예산 편성도 별다른 정치적 충돌 없이 순조롭게 통과할 수 있도록 짜여진 계획안이었다.
셰퍼드선 1단계 구간이 영에서 빅토리아파크까지 우선순위로 선정되어 1994년 개통을 목표로 하였으며, 다운타운 릴리프선은 2순위로 1998년에 개통할 예정이었다. 이 계획안에 나와있는 다운타운 릴리프선은 퀸 스트리트를 경유하지 않는데, 여기에는 몇 가지 이유가 있었다. 우선 캐나다 내셔널 철도와 캐나다 태평양 철도가 유니언역 철도 부지를 매각하면서 이곳에는 재개발이 이루어질 예정이었고, 유니언역을 경유함에 따라 퀸 스트리트를 따라 굴착하는 비용을 아낄 수 있으며, 다운타운 릴리프선이 유니언역으로 이어지면서 재개발에 호재가 될 것으로 비추어졌다. 일부 계획에 따르면 다운타운 릴리프선을 3호선 스카버러와 동일한 ICTS 기술을 도입해 고상으로 운행할 것을 제안하였다.
ICTS 기술로 경전철과 비슷한 노선을 짓자는 계획도 있었지만, 네트워크 2011 계획안이 수립될 당시 이 노선은 중전철로 계획되었다. 다운타운 릴리프선 1단계는 블루어-댄포스선의 페이프역에서 페이프 애비뉴를 따라 남쪽으로 이스턴 애비뉴까지 이어진 다음, 서쪽으로 이스턴 애비뉴와 철로를 따라 유니언역 북쪽으로 이어진 다음, 이후 다시 서쪽으로 스파다이나 애비뉴까지 이어질 계획이었다. 페이프역에서 유니언역까지 중간역이 두 정거장 밖에 없었으며 이에 따라 블루어-영역을 이용하는 승객들이 시내로 이어지는 더 빠른 다운타운 릴리프선을 대신 이용할 수 있도록 하는 계획이었다. 네트워크 2011 계획안에 따르면 다운타운 릴리프선 노선 및 차량기지 건설 비용은 총 5억 6,500만 달러로 산출되었다.
네트워크 2011 계획안이 정치적 계산을 다 해낸 계획이라지만 예상치 못한 변수에 직면하였다. 온타리오 주지사 빌 데이비스가 은퇴하면서 보수당에서 자유당으로 정권이 교체되면서 공사가 지연되었고, 공사 비용 문제로 새로 취임한 정부는 더욱 저렴한 방법으로 도시철도 노선을 지을 방법을 강구하였다. 이와 동시에 1990년대 초반 경기 불황과 부동산 불황으로 토론토 교통국 승객 수가 20%나 감소하여 영 지하철에 대한 수요가 줄어들었고, 이에 따라 영 지하철을 우회할 노선을 지을 필요는 적어졌다.

### 릴리프선 계획 재점화
다운타운 릴리프선 계획안은 1990년대 초반에 토론토 지하철 승객 수가 줄어들고 블루어-영역의 혼잡도가 감소하면서 우선 순위에서 밀려나갔다. 하지만 1990년대 후반에 지하철 승객 수가 점점 늘어나고 2001년에 들어서서 영 지하철 시내 구간의 혼잡도가 늘어나기 시작했다.
2001년, 토론토 시의회는 토론토 교통국에 도시철도 확장 연구를 발주하여 주 정부나 연방 정부에서 지원금을 받는 대로 어디에 지하철 노선을 지어야할지 우선 순위를 재정립하였다. 교통국 보고서에 따르면 우선 셰퍼드선을 돈밀스에서 빅토리아파크까지 두 정거장 연장하는 방안과 스파다이나 지하철을 요크 대학교와 스틸즈 애비뉴로 연장하는 방안을 권고하였다. 또한 영 지하철을 핀치 애비뉴에서 클라크 블루버드까지 연장하는 방안도 지하철 승객 수를 늘릴 좋은 방안이지만 영 지하철은 이미 포화 상태였고 현재 노선을 북쪽으로 연장하면 더 이상 수요를 감당할 수 없는 지경에 이르기에 이에 대한 대체 방안이 없는 한 권고하지 않는다고 밝혔다.
대중교통 운동가와 시 정치인들은 위와 같은 이유에서 영 지하철을 연장하는 것을 꺼려하였고, 이에 따라 영 지하철을 우회할 다운타운 릴리프선이 부활할 것인지 염두해두었다. 2007년, 토론토 교통국과 토론토시는 트랜짓 시티 계획안을 발표하여 토론토시 북부와 동부, 서부에 경전철을 짓는 계획안을 발표했지만 도심에 새로운 도시 철도 계획은 반영되지 않았다. 2008년, 애덤 지엄브로니 교통국장은 릴리프선이 앞으로 필요하겠지만 2018년 이후에야 지어질 것이라고 예상하였다.
또한 토론토 지역의 대중교통 계획을 수립하는 주 공기업인 메트로링스가 토론토 지역의 대중교통 발전을 위해 향후 25년 안에 다운타운 릴리프선 건설 계획을 염두해두면서 릴리프선은 다시 한 번 물살을 타기 시작했다. 이와 동시에 메트로링스는 영 지하철을 핀치역에서 리치먼드힐까지 연장하는 방안도 추진하였다.
교통국과 시 당국은 영 지하철을 연장하게 되면 시내 구간에 승객이 몰릴까 우려하였다. 전동차를 기관사 없이 자동으로 운행하더라도, 신차를 반입하더라도, 전동차를 7량으로 증결한다고 하더라도 2031년까지 영 지하철 승객은 수용 한도를 40% 초과하게 될 것으로 밝혀졌다. 2009년 1월 말, 토론토 시의회는 블루어-영역을 확장한다는 전제 조건으로 영 지하철 연장을 승인하였다. 이에 따라 블루어-영역 확장이 포함된 지하철 연장 비용은 50억 달러 이상으로 불어났다. 이와 동시에 시의원들은 영 지하철 승객을 다른 노선으로 분산하기 위해 주 정부에 영 지하철 연장보다 다운타운 릴리프선을 우선 개통할 것을 요구하였다.
2012년, 토론토시와 교통국은 시내 도시철도 확장 연구를 발주하여 댄포스 애비뉴에서 토론토 시내로 이어지는 릴리프선을 다시 구상하였다. 온타리오주는 자세한 설계 및 공학 연구를 위해 1억 5천만 달러를 제공하고 2014년 4월에 공청회를 개최하였다. 2015년 6월에는 노선 선형에 대한 검토에 들어갔고 2016년 3월에 확정된 노선의 계획안이 토론토 시의회에서 통과되었다. 이에 따라 다운타운 릴리프선은 기존 계획으로 다시 돌아갔는데, 페이프역에서 페이프를 따라 남쪽으로 내려간 뒤, 제럴드 스퀘어 몰에서 남서쪽으로, 카를로에서 남쪽으로, 이스턴에서 서쪽으로, 이후 돈랜즈 서쪽을 지나 퀸 스트리트까지 북서쪽으로 이어진 다음, 유니버시티 애비뉴까지 이어져 사실상 퀸 지하철이 부활한 셈이었다. 2018년 8월, 온타리오 환경부는 노선 선형을 승인하였다. 릴리프선 남부 구간은 건설 비용으로 68억 달러가 들어갈 것으로 추산되었고, 2020년대 후반에 개통할 것으로 예상되었다.

### 온타리오선
2019년 4월에 온타리오주 정부는 다운타운 릴리프선과 선형이 비슷한 온타리오선 건설을 깜짝 발표하였다. 토론토시의 설계와는 달리, 온타리오선은 토론토의 다른 지하철 노선보다 규모가 작고 더 짧은 전동차를 사용한다. 토론토의 일부 시의원은 주 정부에서 발표한 새로운 계획안이 기존 대중교통 계획을 지연시키기만 하고 릴리프선 구상으로 이미 쓴 예산을 낭비한다고 지적하였다.
메트로링스는 대중교통 컨설턴트인 마이클 샤바스의 계획을 토대로 석 달 만에 온타리오선 계획안을 발표하였다. 메트로링스는 2018년 12월에 다운타운 릴리프선 계획안을 온타리오선으로 탈바꿈하는 팀을 이끌기 위해 샤바스를 2018년 12월에 채용하였다. 샤바스는 이 노선에 급경사나 고가 선로에 적합한 런던 도클랜즈 라이트 레일웨이와 같은 노선에 쓰이는 경량 전동차를 도입하기를 바랐다. 2019년 1월에 노선 계획안이 발표되었으며 더그 포드 온타리오 주지사는 같은 해 2월 2일에 이 계획안을 승인하였다. 메트로링스는 주 정부가 2019년 4월 10일에 이 노선을 정식 발표하기 전까지 비밀에 부쳤다.
2019년 4월에 발표했던 대로, 온타리오선은 다운타운 릴리프선의 선형을 대부분 따르고 있다. 토론토 시내 남서쪽의 엑시비션 플레이스에서 시작하는 이 노선은 킹 스트리트와 배서스트 스트리트 교차로까지 북동쪽으로 이어지고, 이후 스파다이나 애비뉴와 퀸 스트리트까지 북동쪽으로 이어진다. 이후 퀸 스트리트를 따라 시내를 관통하며, 팔러먼트 스트리트와 이스턴 애비뉴 남쪽에서 남동쪽으로 꺾은 뒤, 킹과 수마크에 정차한 뒤, 돈강을 건너 브로드뷰와 이스턴에 정차한다. 온타리오선은 이후 페이프역이 있는 페이프와 댄포스로 이어지며, 페이프 애비뉴를 따라 북쪽으로 계속 이어져 돈강을 한 번 더 건넌 다음 손클리프파크 지역으로 이어진다. 노선은 돈밀스 로드를 따라 북동쪽으로 곧 개통할 사이언스 센터역이 있는 에글린턴 애비뉴로 이어진다.
온타리오 플레이스에 지어지는 새로운 지하철역은 논란을 일으켰는데, 더그 포드 주지사가 온타리오선 발표와 동시에 주 정부가 소유하고 있던 가족 중심의 나들이 명소였던 온타리오 플레이스에 카지노를 유치하는 등 재개발을 발표하면서부터였다. 토론토의 일부 시민들은 온타리오선이 지역 주민들이 아니라 카지노 방문객들을 위한 지하철 노선으로 전락할 거라는 우려를 표하였다. 온타리오 주지사는 온타리오선 계획안이 어떠한 카지노 건설과도 무관하다며 두 사업의 연관성을 부인하였다. 캐나다 일간지인 글로브 앤 메일은 온타리오 플레이스까지 대중교통을 지으려던 계획이 온타리오선 이전에 따로 존재하지 않았고 이 계획으로 존 토리 토론토 시장을 포함한 모든 사람들이 깜짝 놀랐다고 밝혔다.
2019년, 토론토 일간지인 토론토 스타는 메트로링스의 기밀 문서를 입수하였는데, 문서에 따르면 온타리오선의 선형은 릴리프선 선형과 다르며, 노선 일부 구간은 지상이나 고가 구간으로 지어지는 것으로 밝혀졌다. 온타리오 플레이스에 전철역을 짓는 계획은 철회되었고 대신 엑시비션 플레이스 근처에 있는 엑시비션역에 대신 전철역을 짓는 방향으로 선회하였다. 퀸 / 셔본에서 제럴드까지는 지하 터널을 뚫는 대신 레이크쇼어 이스트선 철로를 따라 선로를 놓아 통근열차 및 여객열차와 나란히 달리게 된다. 또한 새로운 선형으로 기존에 구상한 릴리프선의 수마크역에서 500m 가량 서쪽으로 떨어진 지점에 코르크타운역을 새로 짓게 된다. 온타리오선은 오스구드역에서 페이프역까지 기존에 계획했던 릴리프선의 선형의 절반 이상이 달라지는 셈이다.
2019년 10월, 토리 시장과 포드 주지사는 토론토가 온타리오선 건설안을 승인하는 대신 토론토 지하철을 주 정부가 관리하는 방안을 철회하기로 발표하였다. 노선 건설안은 토론토 시의회에서 찬성 22표, 반대 3표로 가결되었다.

### 조달 및 계약
온타리오선은 다양한 민관합작투자사업 (P3)으로 지어지며, 일부는 설계와 건축이 동시에 이루어지고 일부는 기존 조달 계약으로 발주하기도 한다. 온타리오선 건설을 위해 발주된 계약은 다음과 같다.

#### 전동차, 시스템, 운행 및 유지 보수
2020년 6월 2일, 온타리오주 인프라부 (Infrastructure Ontario)와 메트로링스는 온타리오선 계약의 첫 단계로 전동차, 시스템, 운행 및 유지 보수를 맡을 사업체의 참가의향서 접수를 시작하였다. 2020년 12월 17일, 온타리오주 인프라부와 메트로링스는 최종 명단에 오른 사업체들에게 제안요청서를 보냈다. 여기에는 플레너리 아메리카, 히타치 제작소, 위빌드, 트란스데브, IBI 그룹 등이 참여하는 컨소시엄 업체인 커넥트식스 (Connect 6ix), 에이컨, 지멘스와 케올리스로 이루어진 온커넥트 (ONConnects) 컨소시엄, 존 레잉 그룹과 알스톰으로 이루어진 온라인링스 (ONLineLinx) 컨소시엄 등 세 컨소시엄이 선정되었다. 2022년 11월 17일, 전동차, 시스템, 운행 및 유지 보수 부문은 커넥트식스 컨소시엄에 발주되었고, 2031년 개통을 목표로 하고 있다.
이 부문은 온타리오선 전체를 30년에 걸쳐 설계, 건설, 운영 및 유지 보수하는 계약이다. 발주된 계약에 따르면 전동차 설계, 반입, 유지 보수는 히타치가 맡고 트란스데브가 운행을 맡는다. 이 외에도 전동차를 주박하고 유지 보수하게 될 차량기지와, GO 트랜싯과 토론토 교통국과 조율하여 전동차 운행을 감시할 관제센터와 예비 관제센터, 자동열차운전장치를 포함한 전동차 운행 장치, 선로, 커뮤니케이션 (네트워크, 와이파이, CCTV, 열차 도착 안내 정보)과 교통 관제 시스템 등 노선 운행에 필요한 각종 시스템, 교통카드인 프레스토 카드가 호환되는 운임 설비 등이 포함된다.

#### 남부 토목 공사
2020년 6월 2일, 온타리오주 인프라부 (IO)와 메트로링스는 온타리오선 계약의 첫 단계로 온타리오선 남부 구간의 역과 터널을 포함한 토목 공사를 맡을 사업체의 참가의향서 접수를 시작하였다. 2020년 12월 17일, 인프라부와 메트로링스는 최종 명단에 오른 세 컨소시엄에 제안요청서를 보냈다. 선정된 컨소시엄은 에이컨, ACS와 스트라박으로 이루어진 커뮤니티 트랜짓 링크 (Community Transit Link) 컨소시엄, 위빌드, 아스탈디, 아미코, 사이펨으로 이루어진 온링스 (ON-Linx) 컨소시엄, 페로비알과 빈치로 이루어진 온타리오 트랜짓 그룹 (Ontario Transit Group) 컨소시엄 등 세 컨소시엄이 선정되었다. 2022년 11월 9일, 남부 토목, 역 및 터널 부문 계약은 온타리오 트랜짓 그룹에 발주되었고, 이 부문은 2030년 완공을 목표로 하고 있다.
남부 토목 공사는 엑시비션역에서 돈강 서쪽에 있는 돈 차량기지 입구까지 6km 구간의 터널과 4개 일반 지하역 (킹-배서스트, 퀸-스파다이나, 모스파크, 코르크타운), 2개 지하 환승역 (퀸-영, 오스구드)과 1개 지상역 (엑시비션)을 포함한 총 7개 지하철역, 전동차, 시스템, 운행 및 유지 보수 계약에 따른 기계 및 전기 공사, 유도로 구조물 및 시설 공사, 선로 공사 전 터널 및 역사, 지하 설비 및 도관 공사를 포함한 사전 토목 공사의 설계 및 건설 등이 포함되어있으며, 총 60억 달러 규모이다.

#### 페이프 터널 및 지하역
2022년 11월 17일, 온타리오주 인프라부와 메트로링스는 제럴드역과 돈 계곡 교량 사이 온타리오선 북부 구간을 지을 사업체의 참가의향서 접수를 시작하였다. 2023년 4월 4일, 최종 명단에 오른 세 업체를 상대로 제안요청서를 보냈다. 선정된 업체는 스트라백, 위빌드와 FCC 건설로 이루어진 페이프 노스 커넥트 (Pape North Connect) 컨소시엄, 악시오나, 에파주와 아미코로 이루어진 트릴리움 서브웨이 파트너스 (Trillium Subway Partners) 컨소시엄 등 세 개 업체다.
이 부문은 페이프 애비뉴를 따라 제럴드역에서 돈 계곡 교량까지 3km 구간의 터널과, 코스번역과 페이프역 등 두 지하역, 전동차, 시스템, 운행 및 유지 보수 계약에 따른 기계와 전기 설비 건설이 이루어지기 전에 기존 2호선 페이프역의 토대, 비상구 건물 세 개, 새먼 애비뉴 근처 건널목을 포함한 사전 토목 공사의 설계 및 건설이 포함되어 있다.

#### 고가 철도 및 역
2022년 11월 17일, 온타리오주 인프라부와 메트로링스는 페이프 터널과 지하역과 동시에 돈 계곡 교량에서 온타리오주 과학관 사이 온타리오선 북부 구간을 지을 사업체의 참가의향서 접수를 시작하였다. 2023년 4월 4일, 최종 명단에 오른 세 업체를 상대로 제안요청서를 보냈다. 선정된 업체는 SNC 라발랑과 버드 건설로 이루어진 레일 커넥트 파트너십 (Rail Connect Partnership) 컨소시엄, 포멀로, 에이컨, 부이그 공공 공사로 이루어진 트랜짓 익스팬션 노스 (Transit Expansion North) 컨소시엄, 마지막으로 악시오나, 아미코, 더퍼린 건설로 이루어진 트릴리움 가이드웨이 파트너스 (Trillium Guideway Partners) 컨소시엄 등 총 세 개 업체이다.
이 부문은 고가 철도 3km 구간과 고가역 5개 (리버사이드-레슬리빌, 제럴드, 손클리프파크, 플레밍던파크, 사이언스 센터) 및 사이언스 센터역 내 5호선과의 환승 통로, 이 외에도 비상 탈출구 1개와 메트로링스가 소유하고 있는 철로를 따라 놓일 비상구, 차량기지 연결 통로 등을 포함하며, 페이프 터널 및 지하역 부문과 동시에 2024년에 건설 업체를 선정하여 계약을 발주할 예정이다.

#### 공동 선로 구간
위 네 개 계약과 더불어, 엑시비션역에서 스트론까지, 돈 차량기지에서 제럴드역 구간까지 온타리오선 건설을 위한 교량, 선로 등 사전 준비 작업이 이루어질 예정이다. 이 사전 작업은 온타리오주 인프라부와 메트로링스가 기존 조달 방식대로 업체를 선정할 예정이다.

### 공사
2022년 3월 27일, 별다른 계약이 발주되지 않은 상태에서 더그 포드 온타리오 주지사, 존 토리 토론토 시장과 다른 정치인들이 엑시비션 플레이스에서 온타리오주 착공식에 참석하였다. 2022년 8월 말, 다음 해 착공을 앞두고 코르크타운역 부지에 있던 건물을 철거하였다. 한편, 고고학자들이 온타리오선 공사장에 투입되어 유적지가 있는 지 살펴보기 시작하였다.
2022년 11월에 주요 계약이 발주되면서, 전동차, 시스템, 운영 및 유지 보수에 대한 주요 설계 및 건설 작업과 노선 남부 구간 토목 사업이 2023년에 착공을 앞두고 있었다.
2023년 초, 엑시비션, 퀸, 코르크타운, 오스구드, 모스파크역은 물론, 돈강 동쪽에 위치한 레이크쇼어 이스트선 선로 근처에 지어지게 될 돈 차량기지, 페이프 애비뉴와 제럴드 스트리트에 지어질 터널 입구에서 사전 준비 작업이 시작되었다. 2023년 5월 1일부터 퀸역 공사에 따라 퀸 스트리트가 빅토리아에서 베이 스트리트까지 4년 반 동안 폐쇄되었다. 이에 따라 501번 퀸 노면전차는 인접 도로로 우회하였다.

## 노선

### 노선 설명

온타리오선 정차역과 환승 노선을 포함한 노선도. 가는 선은 5호선 에글린턴 지상 구간이다.

본 노선은 2020년 9월과 10월에 메트로링스에서 발표한 노선 계획안과 2021년 4월에 발표한 수정사항을 기반으로 한다.
온타리오선의 북동쪽 종점은 돈밀스 로드와 에글린턴 애비뉴에 위치한 사이언스 센터역으로, 이 역은 5호선 에글린턴과 토론토 교통국 버스로 갈아탈 수 있는 환승역이다. 온타리오선 승강장은 돈밀스 로드 동쪽에 위치한 사이언스 센터역의 버스 터미널 바로 윗층에 위치할 예정이다. 고가 구조물을 따라 노선은 남쪽으로 에글린턴 애비뉴를 가로지르고 돈밀스 로드의 서쪽으로 가로지른다. 다음 역인 플레밍던파크역은 게이트웨이 블루버드 맞은편 북서쪽에 위치해있다. 역 남쪽으로, 노선은 하이드로 원 부지를 따라 서쪽으로 돌아가 새로운 다리를 건너 돈 계곡을 가로지르게 된다. 계곡 반대편 서쪽에는 온타리오선의 차량기지가 위치해있다. 노선은 이후 오벌리 드라이브를 따라 남쪽으로 이어지고 도로 북쪽의 고가 선로를 따라 이어진다. 손클리프파크역은 손클리프파크 블루버드 서쪽에 위치하게 된다. 노선은 이후 고가 선로를 따라 서쪽으로 이어지며 밀우드 로드를 가로질러 리사이드 다리 바로 서쪽에 있는 다리를 따라 돈 계곡을 건너 남쪽으로 이어진다. 계곡을 건넌 뒤 노선은 민턴 플레이스에서 지하 구간으로 진입한다.
민턴 플레이스에서 온타리오선은 페이프 애비뉴를 따라 남쪽으로 이어지고, 여기서 코스번역과 페이프역에 정차한다. 페이프 애비뉴를 따라 이어지는 터널은 코스번역 이후로 서쪽으로 이어지고, 기존 페이프역 구조를 보존하기 위해 동쪽으로 살짝 굽어진다. 페이프역에서는 2호선 블루어-댄포스와 버스로 갈아탈 수 있게 된다.
페이프역에서 페이프 애비뉴를 따라 남쪽으로 이어지는 이 노선은 제럴드 스트리트 북쪽에서 다시 지상으로 나온다. 노선이 제럴드 스트리트와 카를로 애비뉴에 위치할 제럴드역에 고가로 진입한다. 제럴드역 남쪽으로는 온타리오선이 레이크쇼어 이스트선 선로 북서쪽을 따라 나란히 달린다. 현재 이곳은 세 개의 선로가 있고 네 번째 선로를 지을 예비 공간이 있는데, 온타리오선이 지어지면 선로가 총 6개로 늘어나게 된다. 철도 노선을 따라 계속 이어지면서 퀸 스트리트에 위치할 리버사이드-레슬리빌역에 정차하고 돈강 동쪽, 이스턴 애비뉴 남쪽에 위치할 이스트하버역에 정차한다. 이스트하버역에는 GO 트랜싯의 레이크쇼어 이스트선과 스토우빌선 열차로 갈아탈 수 있게 된다. 온타리오선은 이후 기존 철교 북쪽에 지어질 다리를 통해 돈강을 건넌다. 강을 건너면 노선은 GO 트랜싯의 돈 차량기지를 지나 체리 스트리트 동쪽에서 다시 지하로 진입한다.
버클리 스트리트 동쪽에서 킹 스트리트에 위치한 코르크타운역을 따라 노선은 북쪽으로 이어진다. 이 노선은 킹과 퀸 스트리트 사이에서 퀸 스트리트로 이어지는 북서쪽으로 이어진다. 이후 퀸 스트리트를 따라 슈터와 셔본 스트리트 사이에 있는 모스파크역, 영 스트리트에 있는 퀸역, 유니버시티 애비뉴에 있는 오스구드역에 각각 정차한다. 노선은 서쪽으로 계속 이어져 퀸-스파다이나역에 정차하며, 이후 남서쪽으로 꺾어 킹-배서스트역에 정차한 뒤, 스트론 애비뉴까지 이어진다. 노선은 다시 서쪽으로 이어져 스트론 애비뉴 서쪽에서 지상으로 나와 엑시비션 플레이스를 따라 레이크쇼어 웨스트선 선로 북쪽을 따라 남서부 종점인 엑시비션역까지 이어진다.

### 차량기지
온타리오선 차량기지는 오벌리 블루버드 북쪽에 베스 닐슨 드라이브와 CP 철도 노스토론토선 사이에 있는 17.5 헥타르 (175,000 m2) 규모의 부지에 지어지며, 손클리프파크역 근처에 위치해있다. 차량기지에는 200량의 전동차를 수용할 예정이며 최대 250량까지 수용이 가능하다.

### 정차역
온타리오선은 정차역이 총 15개로, 이 중 환승역은 네 곳이고 환승역에서는 토론토 지하철이나 경전철, GO 트랜싯의 통근열차로 갈아탈 수 있다. 다른 역에는 토론토 교통국의 노면전차나 버스 노선이 정차하며, 역명이나 다른 자세한 사항은 시간이 지나면서 바뀔 수 있다.
| 역명                | 역명                  | 종류            | 동네                    | 환승 노선                                           | 비고                                                                         |
| ------------------- | --------------------- | --------------- | ----------------------- | --------------------------------------------------- | ---------------------------------------------------------------------------- |
| 사이언스센터        | Science Centre        | 고상역          | 플레밍던파크            | 5호선 에글린턴                                      | 돈밀스 로드와 에글린턴 애비뉴에 지어지고 있는 경전철역 바로 위에 지어질 예정 |
| 플레밍던파크        | Flemingdon Park       | 고상역          | 플레밍던파크            |                                                     | 돈밀스 로드 서쪽 / 게이트웨이 블루버드 북쪽                                  |
| 손클리프파크        | Thorncliffe Park      | 고상역          | 손클리프파크            |                                                     | 오벌리 블루버드 / 손클리프파크 드라이브 서쪽                                 |
| 코스번              | Cosburn               | 지하역          | 올드이스트요크          |                                                     | 코스번 애비뉴 / 페이프 애비뉴                                                |
| 페이프              | Pape                  | 지하역          | 그릭타운                | 2호선 블루어-댄포스                                 | 페이프 애비뉴 / 댄포스 애비뉴에 위치한 기존역과 연결                         |
| 제럴드              | Gerrard               | 고상역 (철로변) | 리버데일                | 506번 칼턴                                          | 제럴드 스트리트 / 카를로 애비뉴에 레이크쇼어 이스트선 선로와 나란히 위치     |
| 리버사이드-레슬리빌 | Riverside―Leslieville | 고상역 (철로변) | 레슬리빌 사우스리버데일 | 501번 퀸 503번 킹스턴 로드                          | 퀸 스트리트와 레이크쇼어 이스트선 선로가 맞닿는 곳에 위치                    |
| 이스트하버          | East Harbour          | 고상역 (철로변) | 레슬리빌 사우스리버데일 | 레이크쇼어 이스트선 스토우빌선                      | 이스턴 애비뉴와 돈강 사이에 위치한 레이크쇼어 이스트선 선로를 따라 위치      |
| 코르크타운          | Corktown              | 지하역          | 코르크타운              | 504번 킹                                            | 버클리 스트리트 / 킹 스트리트 이스트                                         |
| 모스파크            | Moss Park             | 지하역          | 리전트파크 모스파크     | 501번 퀸                                            | 퀸 스트리트 / 조지 스트리트와 셔본 스트리트 사이                             |
| 퀸                  | Queen                 | 지하역          | 토론토 시내             | 1호선 영-유니버시티 501번 퀸                        | 퀸 스트리트 / 영 스트리트에 위치한 기존역과 연결                             |
| 오스구드            | Osgoode               | 지하역          | 토론토 시내             | 1호선 영-유니버시티 501번 퀸                        | 퀸 스트리트 웨스트 / 유니버시티 애비뉴에 위치한 기존역과 연결                |
| 퀸-스파다이나       | Queen―Spadina         | 지하역          | 패션지구 차이나타운     | 501번 퀸 510번 스파다이나                           | 퀸 스트리트 웨스트 / 스파다이나 애비뉴                                       |
| 킹-배서스트         | King―Bathurst         | 지하역          | 패션지구                | 504번 킹 511번 배서스트                             | 킹 스트리트 웨스트 / 배서스트 스트리트                                       |
| 엑시비션            | Exhibition            | 지상역          | 리버티빌리지            | 509번 하버프론트 511번 배서스트 레이크쇼어 웨스트선 | 엑시비션 플레이스 북쪽에 있는 레이크쇼어 웨스트선 선로 북쪽                  |

## 전동차와 기술
온타리오선은 신분당선이나 서울 경전철 신림선에서 사용되는 것과 비슷한 자동 열차 운전 장치를 선보이며, 이에 따라 배차 간격을 90초까지 줄어 시간당 최대 40회까지 운행이 가능하다. 메트로링스는 2022년 11월 히타치 제작소 등의 업체가 참여하는 컨소시엄 업체인 커넥트식스 (Connect 6ix)를 전동차 설계, 제작, 공급, 유지 보수 및 통신 및 열차 제어 시스템 계약 업체로 선정하였으며, 커넥트식스는 앞으로 30년 동안 전동차를 포함한 노선 전체의 운영과 유지 보수를 담당한다.
온타리오선 전동차에는 열차 내부에 와이파이가 제공되고, 다음 역과 실시간 운행 정보를 알리는 전광판, 스마트폰이나 기타 전자기기를 충전할 수 있는 충전 단자, 자전거 이용객을 위한 전용 공간, 휠체어 승객 전용석이 있다. 토론토 로켓과 마찬가지로 열차 칸은 서로 연결되어 있으며, 열차 내에서 항상 쾌적한 온도를 유지하기 위한 냉난방 시스템이 설치되어 있고, 전동차 문은 토론토 지하철에 처음으로 설치될 스크린도어에 맞춰 열리고 닫힌다. 전동차 제동 장치는 회생 제동을 이용해 열차가 브레이크를 사용할 때 발생하는 에너지를 회수하여 에너지의 효율적인 활용을 도모한다.
열차는 최고 속도가 시속 80km이고 통신 기반 열차 제어 장치 (CBTC)로 선로와 전동차, 관제소와 동시에 연동하여 전동차가 앞차와 더 가깝게 운행할 수 있으며, 가감속의 효율성을 더욱 높였다. 온타리오선 전동차는 히타치가 휴론타리오선에 이어 캐나다에서 두 번째로 제조하는 도시 철도 전동차이다.

## 승하차량
온타리오선 건설을 주관하는 메트로링스에 따르면 온타리오선이 완공되면 하루 평균 38만 8천여 명이 이 노선을 이용할 것으로 추산하였다. 메트로링스는 온타리오선이 개통하면서 22만 7,500명이 도보로 지하철을 이용할 수 있게 되며, 평균 45분 안에 최대 4만 7천 개의 일자리로 이어지며, 특히 저소득층 주민들은 평균 45분 안에 최대 5만 7천 개의 일자리로 이어진다고 밝혔다. 온타리오선이 개통하면서 영 지하철의 혼잡도가 감소할 것으로 보이는데, 1호선 영-유니버시티와 2호선 블루어-댄포스의 환승역인 블루어-영역에는 가장 바쁜 첨두시에 승객 수가 최대 1만 4천 명 (22%) 감소하며, 1호선과 5호선 에글린턴의 환승역인 에글린턴역에는 첨두시에 승객 수가 최대 5천 명 (16%) 감소하며, 유니언역은 첨두시에 승객 수가 1만 4천 명 (14%) 감소할 것으로 예상된다. 또한 온타리오선 개통으로 도로에서 2만 8천 대의 차량을 감소하고 720만 리터의 연료를 절감하는 효과를 가져온다고 메트로링스는 밝혔다.
2021년 7월에 발표된 온타리오선 2041년 예상 승차량에 따르면 각 정거장은 환승역과 일반역 사이의 승차량 편차가 높을 것으로 파악된다. 일일 승차량이 가장 높을 것으로 예상되는 역은 퀸역 (16,600), 이스트하버 (14,800), 오스구드 (12,000) 순이며, 가장 낮은 역은 코스번 (2,600), 플레밍던파크 (2,800) 및 손클리프파크 (3,200) 순이였다. 환승역은 승하차 인원보다 환승객 비중이 더 높았는데, 종착역인 사이언스 센터역에서는 86%의 승객들이 평일 출퇴근 시간대에 5호선 에글린턴이나 일반 버스 노선으로 갈아탈 것으로 보인다. 페이프역 또한 2호선 블루어-댄포스와의 환승이 주 목적인 역으로 이 역으로 하차하는 승객 자체는 적을 것으로 파악된다. 또한 이스트하버역에서 하루 8,600명, 엑시비션역에서 하루 6,300명이 GO 트랜싯 통근열차로 갈아탈 것으로 보이는데, 온타리오선이 개통하면서 기존에 유니언역으로 몰렸던 통근열차 수요를 두 역으로 분산시키는 효과가 있을 것으로 보인다.
사이언스 센터역에서 엑시비션역 방면으로 평일 아침 첨두시에 2만 명 남짓으로 가장 승객이 많을 것으로 보이고, 승차량 순서는 페이프 (2호선 환승), 이스트하버 (GO 트랜싯 환승), 사이언스 센터역 (5호선 환승) 순이고, 하차량 순서는 퀸 (1호선 영 구간 환승), 오스구드 (1호선 유니버시티 구간 환승), 엑시비션역 (GO 트랜싯 환승) 순이다. 반대로 엑시비션역에서 사이언스 센터역 방면으로는 대부분의 승객이 엑시비션역에서 레이크쇼어 웨스트선에서 온타리오선으로 갈아타거나 일부는 리버티빌리지에서 도보로 진입해 승차할 것으로 보인다. 하차량 순서는 이스트하버 (GO 트랜싯 환승), 퀸 (1호선 영 구간 환승), 오스구드 (1호선 유니버시티 구간 환승), 사이언스 센터 (5호선 환승) 순이다.

## 환경 영향
온타리오선은 2022년 4월에 환경영향평가를 마쳤고 환경영향평가 보고서에는 지역 환경 상태, 잠재적 영향, 제안된 완충 및 모니터링 조치, 협의 기록 및 향후 필요할 수 있는 허가 및 승인에 대한 설명이 포함되어 있다.
자연 환경 부문에서는 공사와 완공 이후 운행 도중에 야생동물 교란, 나무 및 서식지 제거, 침식 및 수질 악화 등의 잠재적 영향이 제기되었고, 완화 조치에는 식생 제거 최소화, 나무 제거에 대한 보상, 침식 방지, 유출 방지 계획과 환경 규제 준수 등이 포함되어있으며, 철도 통행에 대한 모니터링과 관리 계획도 언급되었다. 문화유산과 경관 측면에서는 건설 중 이러한 자원에 대한 변화와 진동이 포함되었고, 완화 조치로는 기존 경관을 살리는 차원의 설계, 문화유산 당국과의 지속적인 협의, 필요에 따라 기존 건축물의 재사용 및 용도 변경, 문서화와 보존 노력, 공사 중 경보를 통한 진동 모니터링, 문화유산 정부 지침 준수 등이 포함되었다. 사회경제 및 토지 이용 측면에서는 부동산 취득과 건설, 운영 중 혼란 가능성이 제기되었다. 이러한 잠재적 영향을 해결하기 위해 공사 후 점유지 복원, 깨끗한 보행로 및 자전거 도로 제공, 사업장 접근성 유지, 디자인 고려를 통한 시각적 영향 최소화, 역 주변 길 찾기 개선 등의 조치가 취해질 예정이다.
잠재적인 대기질 영향으로는 공사 중 오염 및 먼지 증가, 운영 중 경미한 대기질 영향 등이 있으며, 해결책으로는 먼지 모니터링, 대기질 관리 계획, 먼지 억제제 사용, 저공해 건설 장비, 건설 및 운영 단계에서의 배출 저감 전략 등 저감 조치가 포함되었다. 또한 건설 작업으로 소음을 유발할 수 있으며, 터널 작업 및 기타 공정에서 발생하는 진동으로 구조물과 사람에게 영향을 미칠 수 있다. 이를 완화하기 위해 건설 소음 기준 설정, 소음 차단벽 사용, 진동 평가 실시 등이 포함되며, 이를 통해 잠재적인 방해를 최소화하고 민감한 지역과 구조물을 보호할 수 있도록 하였다. 도로 교통에 있어서는 퀸 스트리트 폐쇄를 포함한 버스 및 노면전차 노선 우회 등의 불편이 있을 것으로 예상되며, 이에 대한 해결책으로 대중교통 및 도로 교통 관리 대책을 수립하고 노선 우회를 적시에 알리고 공사 도중에도 인근 건물과 상가에도 진입할 수 있도록 할 계획이다. 마지막으로 토양과 지하수에는 지하철 건설로 지반 침하와 지하수 수질 변질 가능성이 제기되었는데, 이에 대해 공사 중에 발생하는 모든 굴착 자재의 취급, 관리 및 폐기를 위한 토양 및 굴착 자재 관리 계획을 수립하고 지반 유실을 막기 위해 탈수를 실시하고, 지하수 영향에 대한 저감과 모니터링 조치는 공사 이전에 실시하기로 하였다.

## 논란

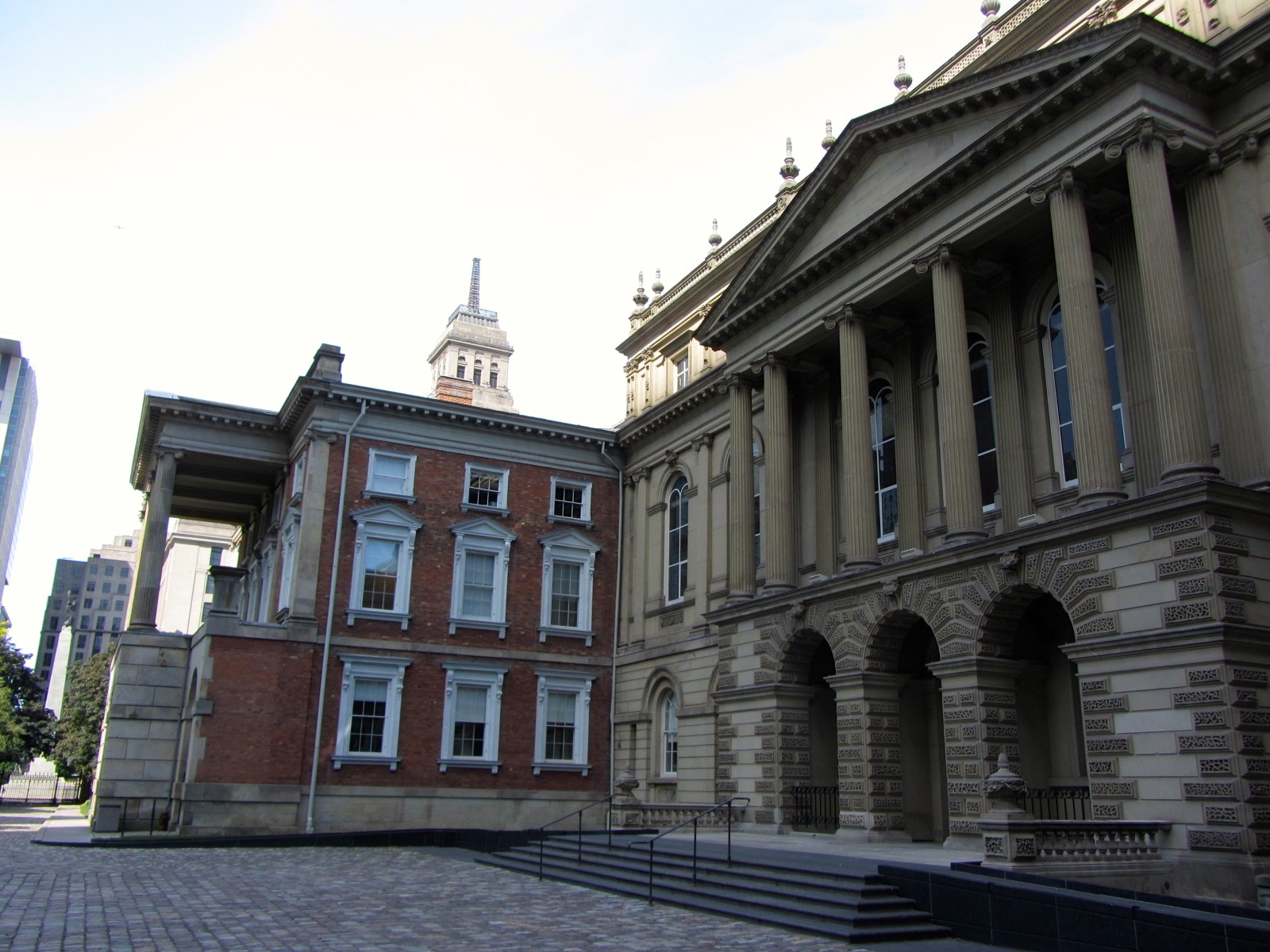
오스구드역 근처에 위치한 오스구드홀

차량기지를 짓기 위해 손클리프파크에 있는 이슬람 센터와 상가를 허물게 되는데, 2021년 12월에 메트로링스는 이슬람 센터를 오벌리 블루버드 20번지로 이전하기 위해 토론토 이슬람회와 4,950만 달러 규모의 이전 협의를 맺었다. 메트로링스는 또한 다른 상가들의 이전도 돕기로 하였다. 하지만 손클리프파크 지역 단체인 세이브 티파크 (Save TPARK)는 차량기지 건설에 반대하면서 차량기지 입주가 동네에 좋지 않은 영향을 미칠 것이라며 메트로링스에게 차량기지 건설에 다른 부지를 선정하고 지역 저소득층을 위한 주택을 더 많이 건설할 것을 요구하였다.
2022년 5월, 존 토리 토론토 시장과 온타리오주 변호사 협회는 잔디밭 일부, 가로수 덮개와 주철 울타리 일부를 제거해야 했기 때문에 오스구드 홀 부지에 오스구드역 출구를 새로 설치하는 것을 반대하였다. 토론토시는 유니버시티 애비뉴 동쪽 차선을 출구 공간으로 확보하기를 선호했지만 메트로링스는 이곳에 공사장을 설치한다면 바로 밑에 있는 1호선 영-유니버시티와 바로 맞닿아있기 때문에 지하철 운행에 차질을 빚을 것이라고 설명하였다. 2023년 2월 1일에 출간된 컨설턴트의 보고서에 따르면 오스구드 홀 부지가 출구를 내기에 적합한 부지였지만 대신 도로 건너편에 있는 캠벨 하우스에 출구를 내는 방법도 있다고 결론지었다. 같은 해 2월 4일, 메트로링스는 오스구드 홀에서 나무 11그루를 벌목하는 작업을 시작했지만 변호사 협회와 원주민 단체인 하우데노사우니 개발 기관이 제기한 가처분 신청으로 작업이 중단되었다. 2023년 2월 21일, 온타리오주 지방 법원은 공사 중단 가처분 신청을 기각하여 다음 날 나무를 제거하였다. 오스구드 홀에 심어진 나무는 2차 세계대전 당시 심어진 나무이다.
메트로링스는 손클리프파크와 플레밍던파크역 근처의 돈밸리 건널목, 웜슬리브룩 건널목, 웨스트돈 건널목에서 2,787그루의 나무를 단계적으로 벌목하겠다고 밝혔다. 벌목 예정인 약 2,800그루의 나무 중 456그루는 침입성 나무이고, 229그루는 해충이나 질병에 취약한 나무이다. 토론토의 환경 단체인 모두를 위한 공원 (A Park for All)은 메트로링스의 나무 벌목 계획이 광활한 도시 계획을 보호하려는 노력을 약화시킨다며, 주 공기업에서 벌목하는 나무의 수를 1,500그루에서 2,000그루로 줄일 수 있다고 주장하였다. 토론토시에 따르면 메트로링스는 공사가 끝나는 대로 영향을 받은 지역에 나무를 다시 심는 등 자연 상태로 복원할 것으로 예상하며, 현장에 나무를 심을 수 없는 경우 가까운 곳에 대체 장소를 모색할 것이라고 답변하였다.

## 연장 계획
온타리오주 교통부는 2022년 10월에 온타리오선 연장 계획안을 포함한 온타리오주 남부의 황금 말발굽 지역 내 이동성 향상을 위한 광역 교통 30년 비전을 제공하기 위한 보고서를 발표하였다. 이 보고서에 따르면 온타리오선을 미시소가의 토론토 피어슨 국제공항과 리치먼드힐 센터 터미널 등지로 연결하는 계획이 포함되어 있는데, 온타리오선을 엑시비션역에서 서쪽으로 키플링역과 토론토 피어슨 국제공항으로 잇고, 이후 북쪽으로 리치먼드힐 센터로 잇고 남쪽으로 현재 종점인 사이언스 센터역까지 잇는 계획으로, 2051년 완공을 목표로 하고 있다. 하지만 이 계획안은 현재 정부 지원금을 받지 못해 구상 단계에 머물러 있다.

## 같이 보기
- 토론토 지하철
- 5호선 에글린턴
- 6호선 핀치 웨스트
- 히타치 제작소